# ميخائيل هيوز كيني
ميخائيل هيوز كيني (بالإنجليزية: Michael Hughes Kenny)‏ هو كاهن كاثوليكي أمريكي، ولد في 26 يونيو 1937 في هوليوود في الولايات المتحدة، وتوفي في 19 فبراير 1995 في عمان في الأردن.